# Oberndorf (Eggstätt)
Oberndorf ist Gemeindeteil der Gemeinde Eggstätt des Landkreis Rosenheim im Regierungsbezirk Oberbayern.

## Geographie und Lage
Oberndorf liegt im oberbayrischen Chiemgau im Süden der Gemeinde Eggstätt zwischen der Eggstätt-Hemhofer Seenplatte und dem Chiemsee.